# Paul Wernle
Paul Wernle (* 1. Mai 1872 in Hottingen, heute Zürich; † 12. April 1939 in Basel) war ein Schweizer evangelischer Theologe mit den Schwerpunkten Neues Testament und Kirchengeschichte.

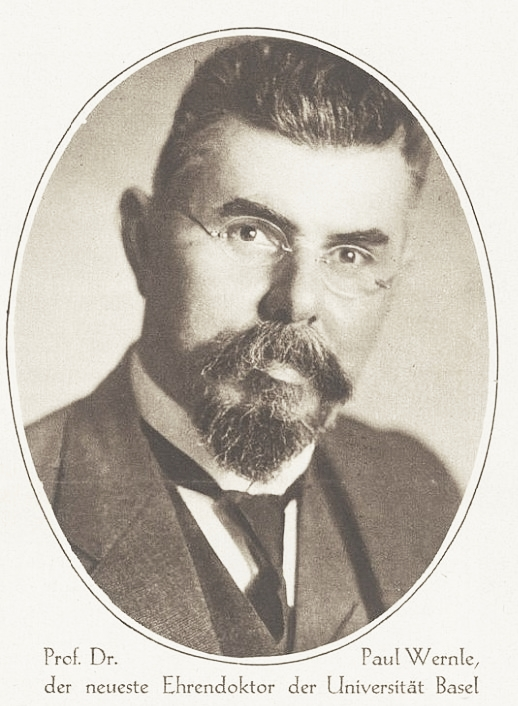
Paul Wernle

## Leben und Wirken
Während seines Studiums in Göttingen wurde Wernle 1894 Mitglied der Schwarzburgbund-Verbindung Burschenschaft Germania. 1900 wurde er ausserordentlicher, 1905 ordentlicher Professor an der Universität Basel. Er lehrte neuere Kirchengeschichte, Dogmengeschichte und Geschichte des protestantischen Lehrbegriffs sowie im Nebenfach Neues Testament. Zu seinen Schülern zählte Josef Hromádka. und Eduard Thurneysen. 1916 amtierte er als Rektor. Per Ende Wintersemester 1927/1928 wurde er krankheitshalber emeritiert.
1906 gehörte Wernle – neben Benedikt Hartmann, Rudolf Liechtenhan und Leonhard Ragaz – zu den Mitbegründern der Zeitschrift Neue Wege. Er war darüber hinaus mit dem reformierten Pfarrer und religiösen Sozialisten Fredy Sutermeister befreundet.
1903 verlieh ihm die Universität Marburg den Ehrendoktortitel. 1923 wurde er zum korrespondierenden Mitglied der Preußischen Akademie der Wissenschaften gewählt. 1925 verlieh ihm die Universität Basel den Ehrendoktor.

## Schriften (Auswahl)
- Die Anfänge unserer Religion. Tübingen/Leipzig 1901.
- Die Quellen des Lebens Jesu. 2. Aufl., Tübingen 1906.
- (Hrsg.): Aus den Papieren eines Pietisten und Aufklärers. In: Basler Jahrbuch 1911, S. 1–34.
- Lessing und das Christentum. Tübingen 1912.
- Jesus. Tübingen 1917.
- Der schweizerische Protestantismus im XVIII. Jahrhundert. 3 Bände. Tübingen 1923–1925.
- Der schweizerische Protestantismus in der Zeit der Helvetik 1798–1803. 2 Teile. Zürich/Leipzig 1938/1942.
- An meinen Freund Fritz Sutermeister. In: Kirchenblatt. Band 32, Nr. 38, 1917, ZDB-ID 516795-4.